# Rio Eume
O rio Eume é um curso de água da Galiza, com cerca de 80 km de comprimento. Nasce na serra do Xistral na paroquia de A Balsa, concelho de Muras, província de Lugo e desemboca na ria de Ares, no golfo Ártabro, concelho de Pontedeume, província da Corunha.
Percorre os concelhos de Abadín, Muras, Vilalba, Xermade, As Pontes, A Capela, Monfero, Cabanas  e Pontedeume.
No seu percorrido encontram-se duas usinas: a da Ribeira, no concelho de As Pontes de García Rodríguez, e a do Eume, entre os concelhos de As Pontes de García Rodríguez e de A Capela.
No ano 2008 começou-se a desviar uma percentagem do seu caudal, para encher a nova lagoa que se criará na actual mina de lignito das Pontes. O lago terá uma extensão superior à da cidade da Corunha.
Afluentes: Rio Parrote (afluentes do Parrote são o rio Porto e o rio Pazos) e rio Chamoselo.
Em 30 de junho de 1997, criou-se o Parque Natural das Fragas do Eume (Real Decreto 211/96 de 2 de Maio) com uma área de 9.126 ha. Abarca terras dos concelhos de Cabanas, A Capela, Monfero e Pontedeume.